# 알파-케토아이소카프로산
α-케토아이소카프로산(영어: α-ketoisocaproic acid) 또는 4-메틸-2-옥소펜탄산(영어: 4-methyl-2-oxopentanoic acid)은 류신의 대사 과정에서의 대사 중간생성물이다.

## 류신의 대사 경로
|  |